# Миллер, Владислав Викторович
Владислав Викторович Миллер (род. 28 мая 1999, Кашин, Тверская область, Россия) — российский актёр театра и кино. C 2018 года играет в труппе Московского театра Олега Табакова.

## Биография
Родился 28 мая 1999 года в городе Кашине. Окончил Кашинскую школу искусств по классу фортепиано, хореографии и вокала, танцевал в ансамбле «Семицветик». Одновременно занимался в театральной студии «Исток». В 2012 году представлял Тверскую область на конкурсе чтецов «Живая классика». В 2013 году стал лауреатом международного фестиваля «Салют талантов» в Париже.
После 8-го класса, по рекомендации педагогов школы искусств, получил приглашение в фильм «Две зимы и три лета», который снимался в Кашине, и в итоге снялся в двух эпизодах. Приехав в Москву на озвучивание, от режиссёра картины Теймураза Эсадзе узнал о театральной школе Олега Павловича Табакова, куда поступают после 9 класса, и записался на отборочный тур. Прошёл три отборочных тура, и стал одним из 24 победителей, отобранных в финале Олегом Табаковым и Владимиром Машковым.
Я вышел на третий тур. Прочитал одну строчку, и Олег Павлович меня остановил: «Садись, старичок…». Я, конечно, решил, что это конец, не прошел, раз всего строчку дали прочитать. А вечером вывесили списки из 24 человек, и там был я! Так началась новая жизнь…В. Миллер, интервью
На 4-м курсе, в декабре 2017 года, в числе ещё четырёх студийцев дебютировал на сцене театра-студии Табакова в спектакле «Ночи Кабирии». В 2018 году окончил Московскую театральную школу Олега Табакова, и вместе с двумя сокурсниками был принят в театр-студию Табакова в восстановленный спектакль «Матросская тишина» по одноимённой пьесе А. Галича, получив главную роль скрипача Давида Шварца (премьера спектакля состоялась в 2019 году).

Владислав Миллер в спектакле «Матросская тишина»
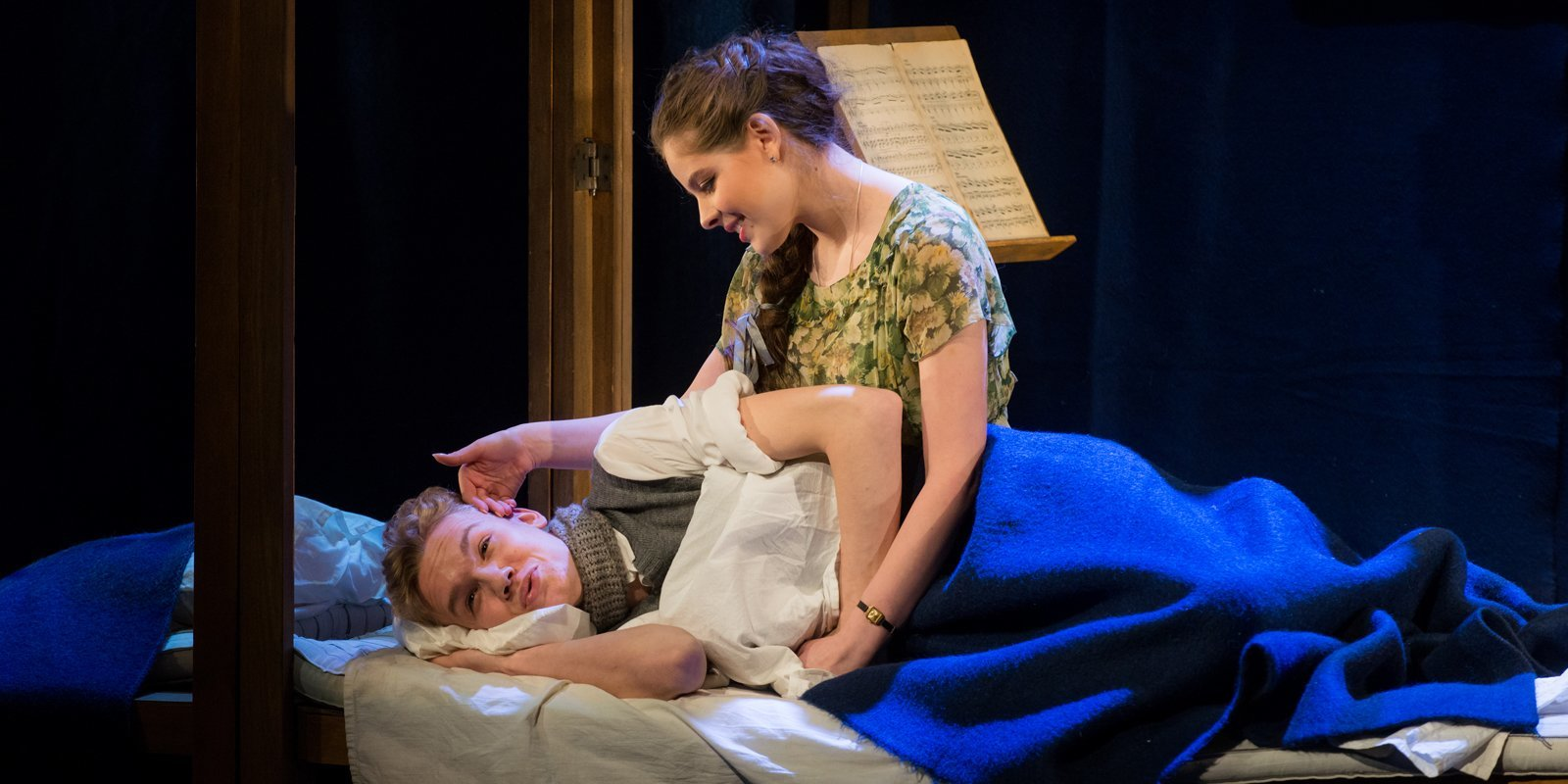
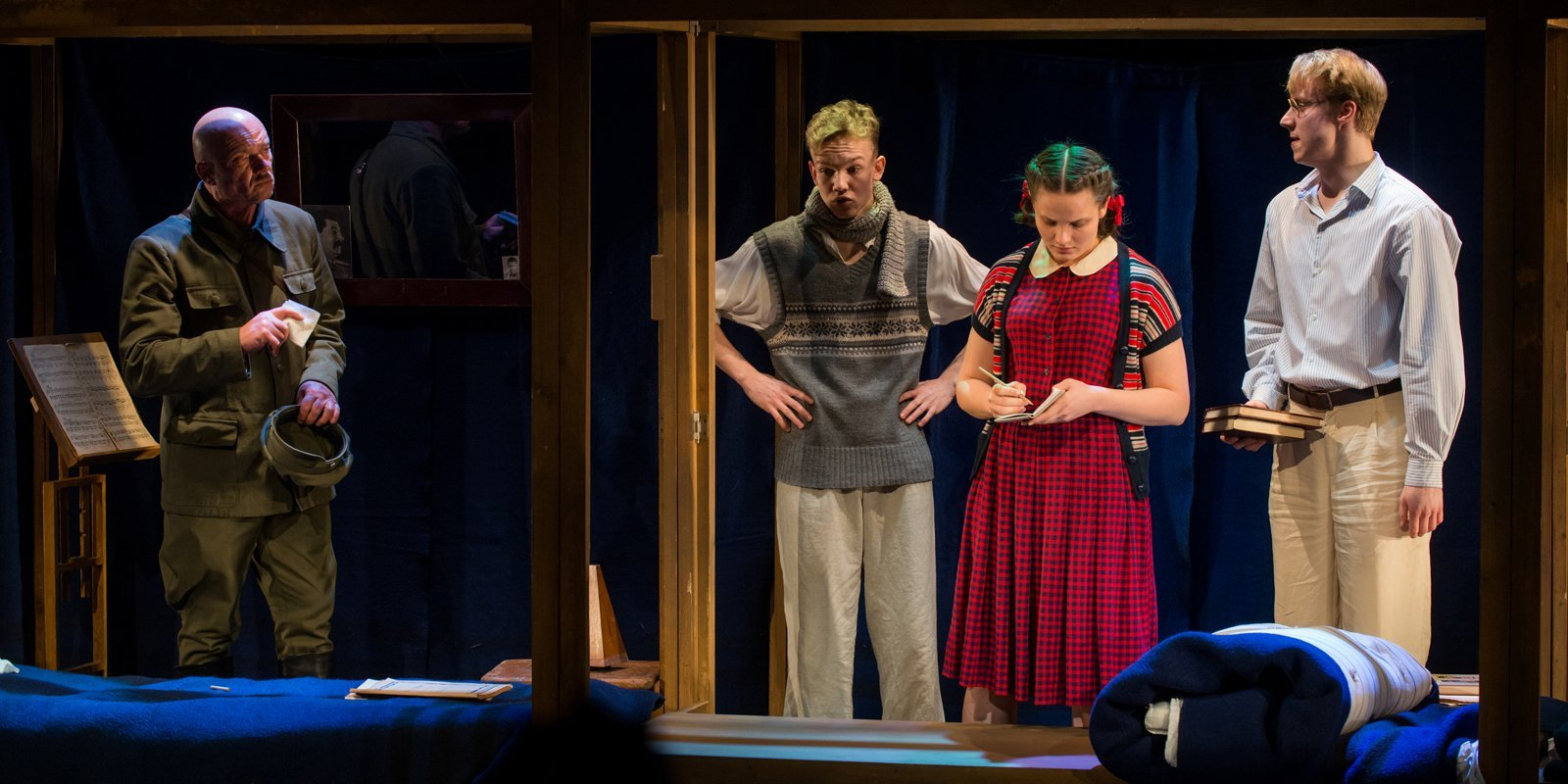
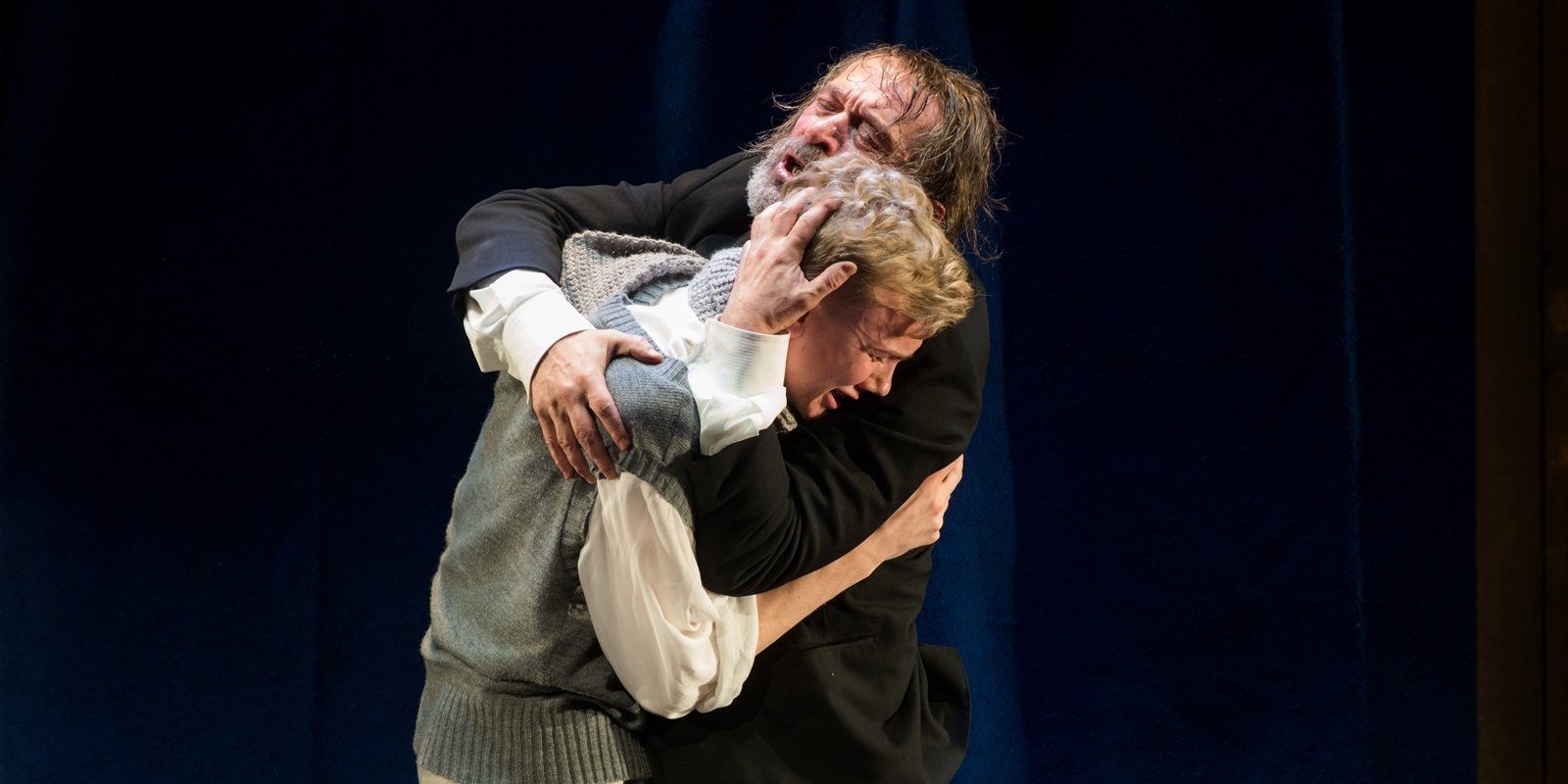
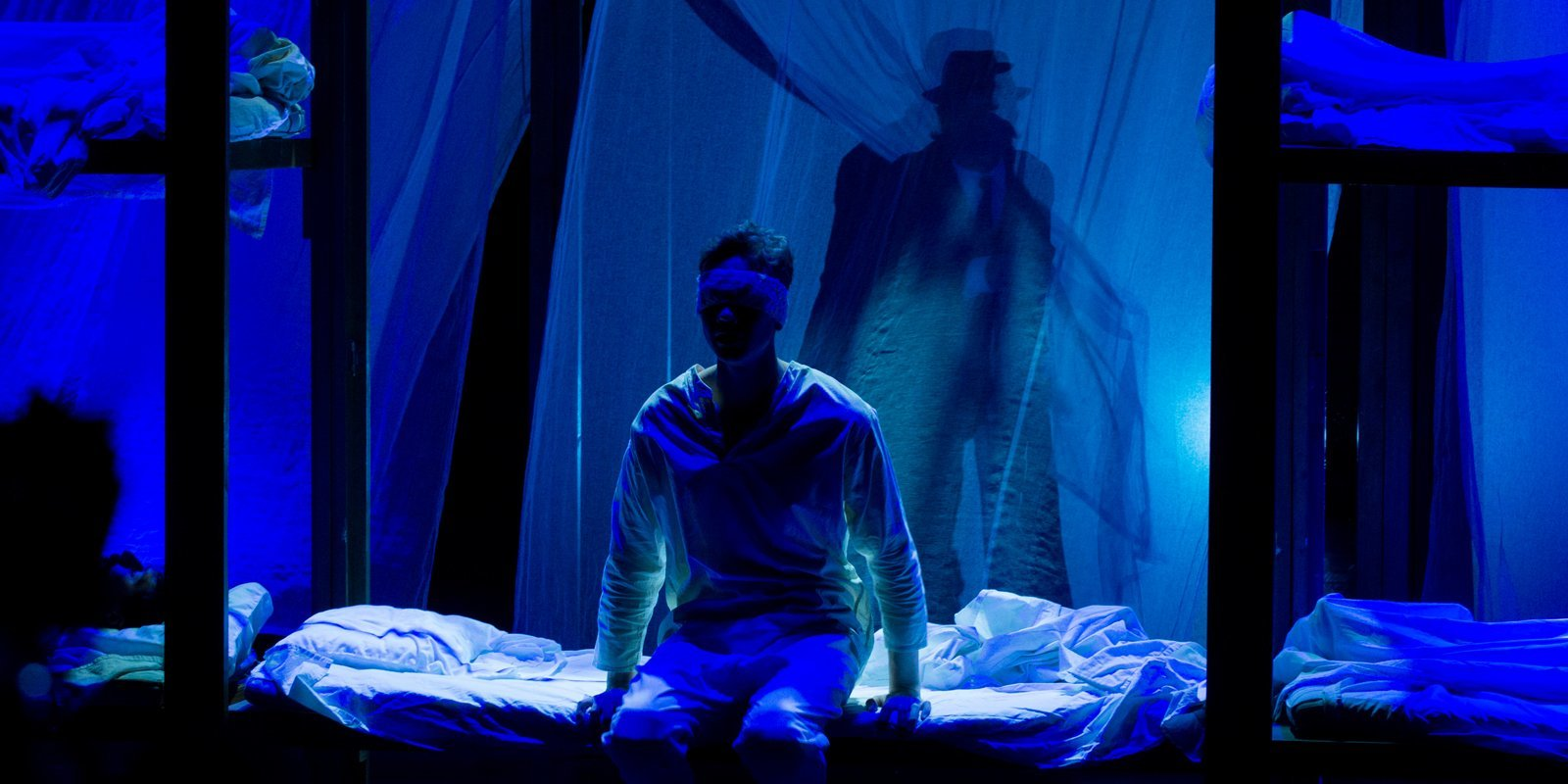

Второй главной ролью в театре Олега Табакова стала роль Хлестакова в спектакле Сергея Газарова «Ревизор» по одноимённой комедии Н. В. Гоголя, став самым молодым исполнителем этой роли не только в театре О. Табакова, но и, вероятно, в истории театральных постановок «Ревизора» вообще. За эту работу В. Миллер удостоился премии «Московского комсомольца».

Владислав Миллер в спектакле «Ревизор»
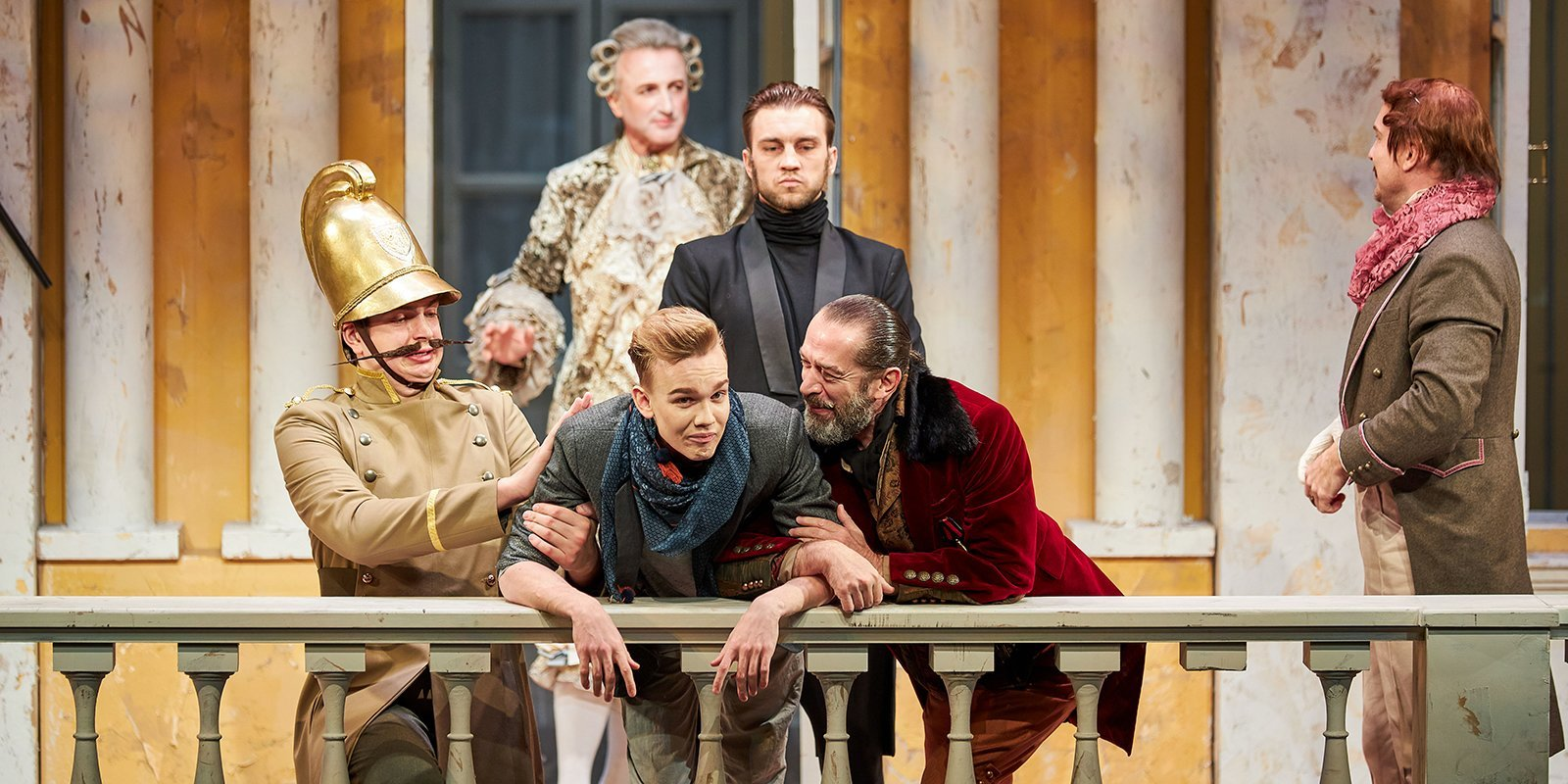
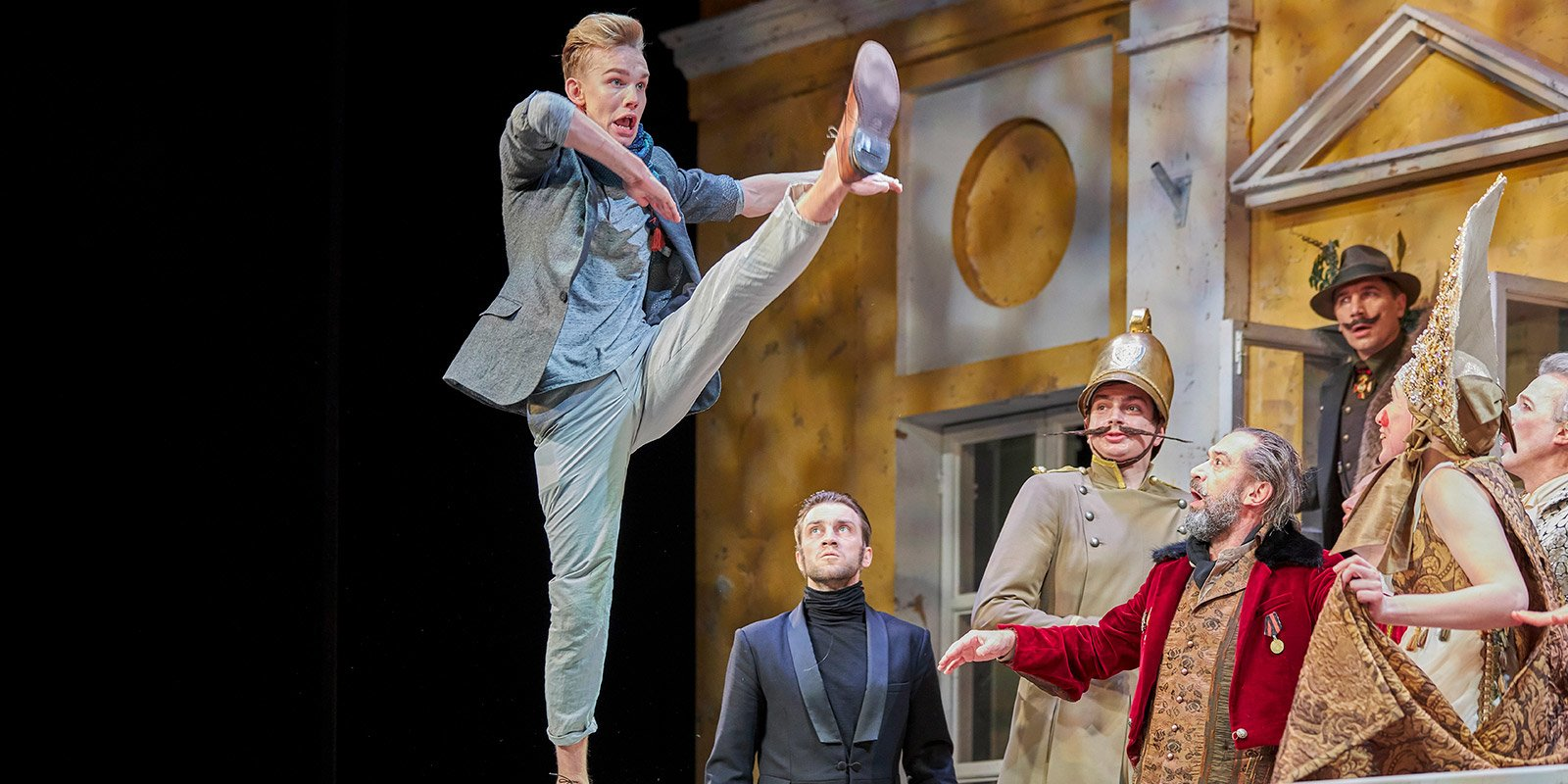
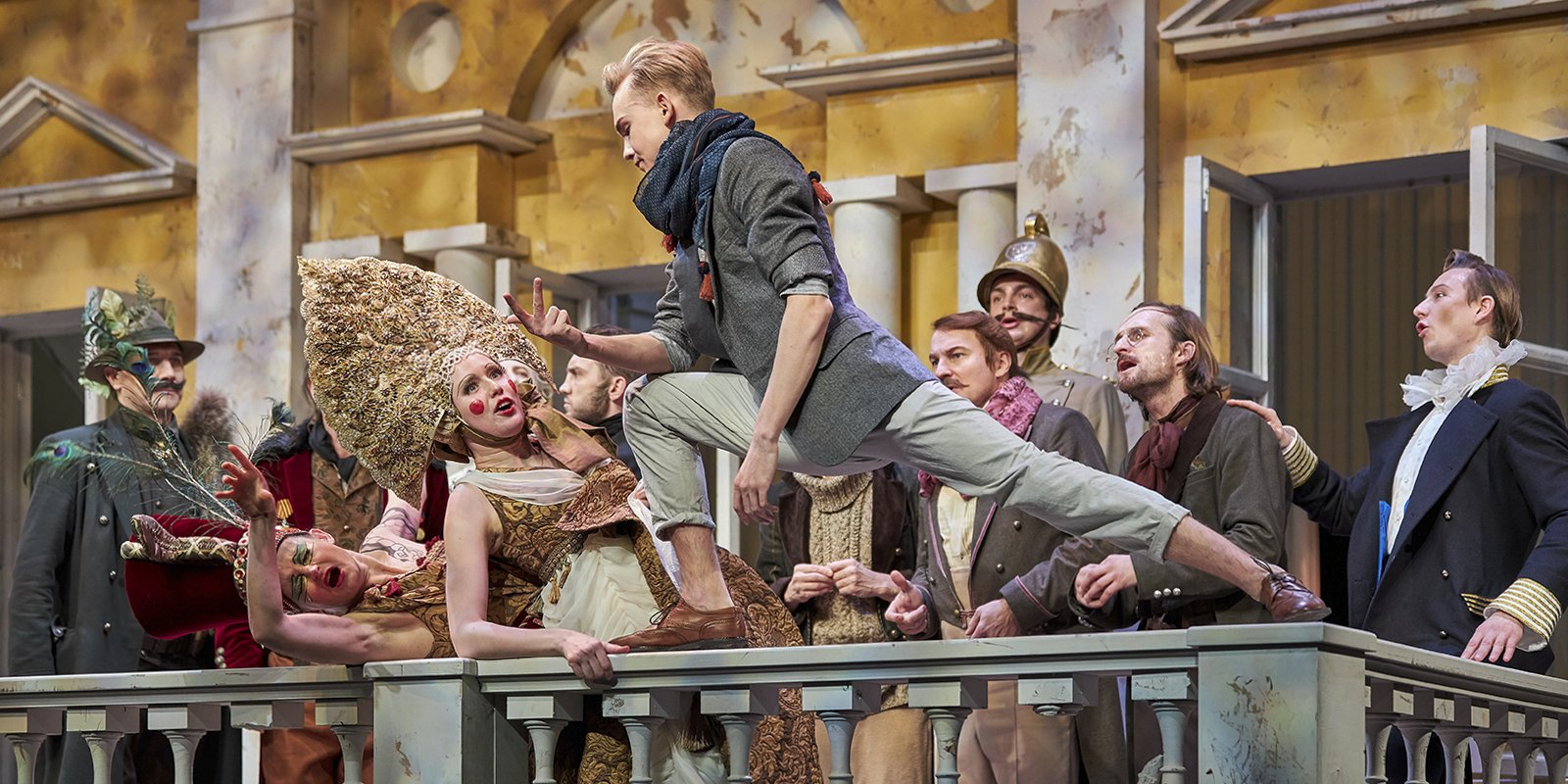
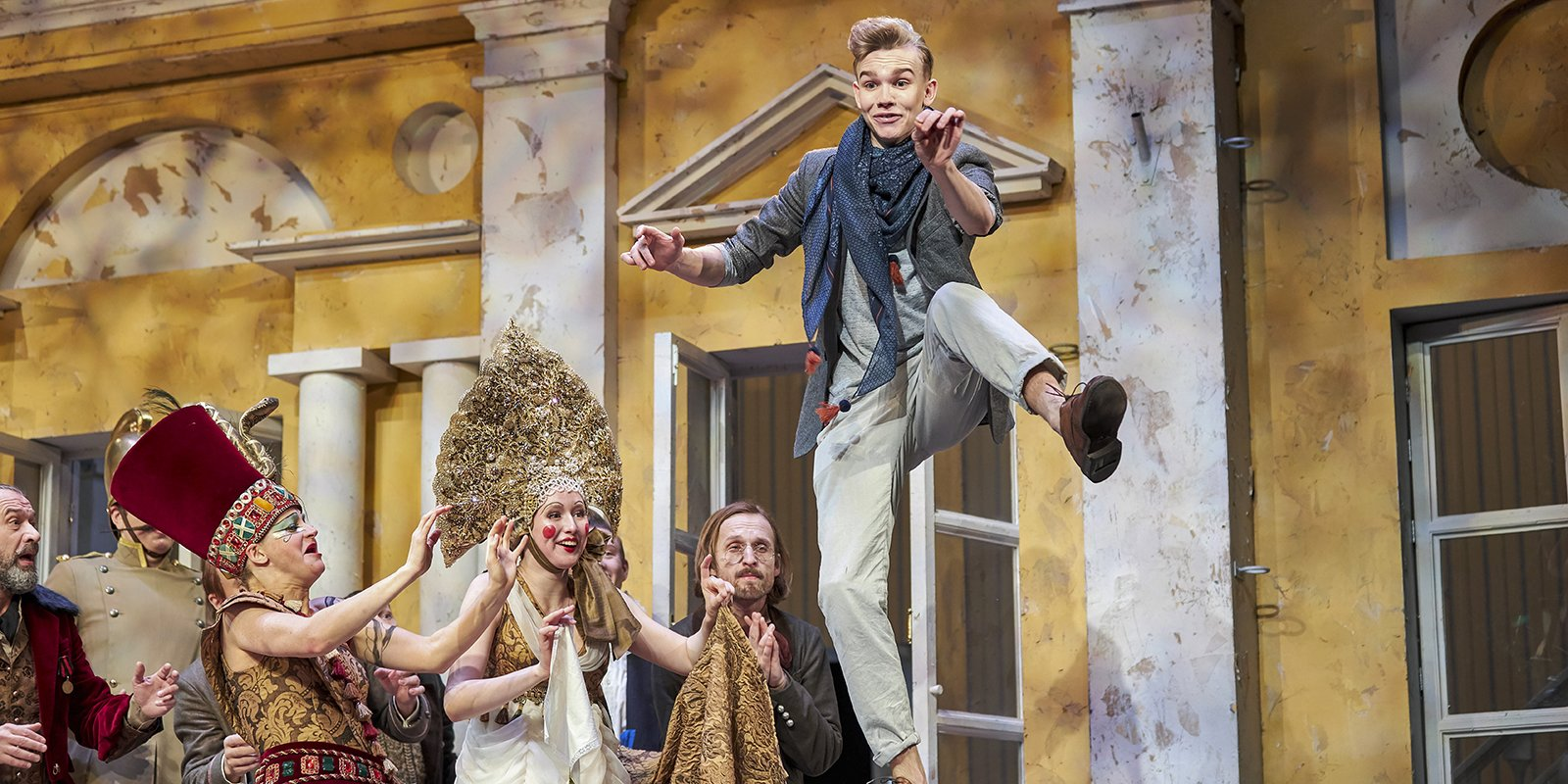

Снялся в эпизодах ряда российских и русско-украинских фильмов и сериалов.

## Театральные роли
| Спектакль               | Роль              |
| ----------------------- | ----------------- |
| «Ночи Кабирии»          |                   |
| «Матросская тишина»     | Давид Шварц       |
| «Ревизор»               | Хлестаков         |
| «МОЛЬЕР, avec amour»    | маркиз Де Рант    |
| «Смертельный номер»     | Рыжий             |
| «В списках не значился» | Николай Плужников |

## Фильмография
| Год       |   | Название                                     | Роль                         |
| --------- | - | -------------------------------------------- | ---------------------------- |
| 2014      | с | Две зимы и три лета                          | рыбак (нет в титрах)         |
| 2014      | с | Между двух огней                             | Гоша (нет в титрах)          |
| 2017—2019 | с | Улица                                        | гопник                       |
| 2018      | с | Сиделка                                      | Гриша                        |
| 2018      | ф | Сухарь                                       | Гоша, парень Леры            |
| 2019      | с | А у нас во дворе…-2                          | Сева, студент (нет в титрах) |
| 2019      | ф | Галка и Гамаюн                               | футболист                    |
| 2019      | с | Женская версия. Тайна партийной дачи         | Игорь, продавец              |
| 2019      | с | Мамы чемпионов                               | Куликов                      |
| 2019      | с | Скорая помощь-2                              | студент-наркоман             |
| 2020      | с | Я знаю твои секреты. Римский палач           | Алексей Возняк, парень Юли   |
| 2021      | с | Вампиры средней полосы                       | Никита Шумилин               |
| 2021      | с | Ваша честь                                   | Антон Романов                |
| 2023      | с | Родные люди (новеллы «Астрахань» и «Москва») | Кирилл                       |
| 2023      | ф | Новогодний шеф                               | Рома, официант               |
| 2025      | ф | В списках не значился                        | Николай Плужников            |

## Награды и премии
2021 — премия «Хрустальная Турандот» за лучшую мужскую роль — Хлестаков в спектакле «Ревизор» («Театр Олега Табакова»).